# 图季曼主义
图季曼主义（克罗地亚语：tuđmanizam）是克罗地亚民族主义的一种形式。图季曼将其定义为“重新审视克罗地亚历史”的非共产主义民族主义。

## 外界定义
根据克罗地亚历史学家巴纳克（Ivo Banac）的说法，图季曼主义联合了所有形式的克罗地亚反自由主义，即克罗地亚法西斯主义和克罗地亚共产主义。克罗地亚政治学家拉夫里奇（Slaven Ravlić）将图季曼主义同时定义为一种意识形态和一个政权。根据拉夫里奇的说法，这种意识形态包含由Ante Starčević发起的将克罗地亚人民神化的元素，这是20世纪拒绝自由民主的保守传统的延续以及新保守主义思想的混合。由此产生的政权是专制的，它创造了一种裙带资本主义形式，并参与了意识形态霸权的创造。
“对克罗地亚历史的重新审视”主要基于南斯拉夫的第二次世界大战。由于意识到建立一个独立的克罗地亚国家需要克罗地亚民族主义者和克罗地亚共产党人的帮助，导致了所谓的和解政策，图季曼以及马克斯·卢布里奇（Maks Luburić）和后来的布鲁诺·布希奇（Bruno Bušić）都接受了这一政策。

## 政治纲领
图季曼主义的政治纲领包括一些简单但重要的元素，如拒绝共产主义和法西斯主义乌斯塔沙意识形态，支持克罗地亚侨民。图季曼也试图与塞尔维亚人达成协议，因为塞尔维亚人是南斯拉夫人数最多、影响力最大的民族，也是克罗地亚境内最大的少数民族，将克罗地亚和波斯尼亚和黑塞哥维那作为在政治、经济和空间上相互引导的国家联系起来。
在许多重要问题上，图季曼主义的观点和纲领仍然不完整。例如，尽管极权主义正在明显崩溃，但仍不确定该过程需要多长时间（前南斯拉夫也是如此）。图季曼可能考虑了两种选择：留在某种具有社会主义-资本主义混合经济体系的南斯拉夫邦联国，以及完全独立的、遵循经济自由主义原则的克罗地亚国家。

## 历史沿革
当代克罗地亚历史经历了三个过程。第一个过程是所谓的去铁托化（de-titoisation），之后于1989年开始了图季曼主义时代，一直持续到2000年图季曼去世和萨纳德（Ivo Sanader）成为克罗地亚民主联盟主席之后。在萨纳德担任总统期间，所谓的“去图季曼化”（detudjmanization）进程在克罗地亚开始，一直持续到他退党。2012年5月，克罗地亚民主联盟选出新主席卡拉默克（Tomislav Karamarko），他宣布克罗地亚民主联盟将实行“再图季曼化”（tudjmanization）。